# Máximo Carrasco
Máximo Carrasco Meza fue un profesor de educación de física y entrenador de fútbol peruano que jugó en FBC Piérola

## Trayectoria
Profesor de Educación Física, Máximo Carrasco debutó como entrenador en el FBC Melgar de Arequipa en 1980 con poco éxito, se capacitó y entrenó al Alfonso Ugarte, en 1981 regresó al cuadro arequipeño y lo llevó al título nacional en verano de 1982. Se convirtió en el primer entrenador peruano en sacar campeón nacional a un equipo de provincia, sin embargo no continúo al mando del equipo rojinegro en la Copa Libertadores de 1982 y fue remplazado por Juan José Tan.
Tuvo la oportunidad de dirigir varios clubes provinciales como Alfonso Ugarte ( Puno ), CNI ( Iquitos ), Coronel Bolognesi ( Tacna ) y CD Diablos Rojos ( Juliaca ). En 1987, probó su primera experiencia con un club de la capital , el Deportivo Municipal .
Falleció el 5 de noviembre de 1990 en un accidente de tráfico cerca de Mollendo. Como homenaje, uno de los 16 estadios de fútbol del distrito de Paucarpata ( provincia de Arequipa ) lleva su nombre: el Estadio Máximo Carrasco Meza.

## Clubes

### Como jugador
| Club        | País | Año   |
| ----------- | ---- | ----- |
| FBC Piérola | Perú | 1971– |

### Como entrenador
| Club                          | País | Año       |
| ----------------------------- | ---- | --------- |
| FBC Melgar                    | Perú | 1980      |
| Club Deportivo Alfonso Ugarte | Perú | 1980      |
| FBC Melgar                    | Perú | 1981      |
| Coronel Bolognesi             | Perú | 1982      |
| Colegio Nacional de Iquitos   | Perú | 1983      |
| Diablos Rojos                 | Perú | 1984      |
| FBC Melgar                    | Perú | 1984–1985 |
| Club Deportivo Alfonso Ugarte | Perú | 1986      |
| Deportivo Municipal           | Perú | 1987–1988 |
| FBC Aurora                    | Perú | 1989      |
| Internazionale San Borja      | Perú | 1990      |